# Governatore di Bermuda
Il Governatore di Bermuda (in lingua inglese Governor of Bermuda) è il rappresentante della monarchia del Regno Unito per il Territorio d'oltremare britannico di Bermuda.
Dal 14 dicembre 2020 è Rena Lalgie.

## Funzioni
Il suo compito è nominare ogni cinque anni, ad ogni elezione parlamentare, il Primo ministro.

## Elenco dei governatori
1612–1616 Richard Moore (Vice Governatore delle Bermuda. Sir Thomas Smith rimase in Inghilterra come Governatore e Tesoriere delle Bermuda)
Tra la partenza di Moore per l’Inghilterra nel 1615 a bordo della Welcome e l’arrivo nel 1616 del Capitano Tucker, il ruolo di Vice Governatore facente funzioni doveva ruotare mensilmente tra i membri del Consiglio dei Sei: Capitano Miles Kendall, Capitano John Mansfield, Thomas Knight, Charles Caldicot, Edward Waters e Christopher Carter, iniziando (dopo il sorteggio) con Caldicot. Al termine del primo mese, Caldicot, Knight e Waters partirono su una fregata per ottenere rifornimenti dalle Indie Occidentali, ma subirono una sventura, e i membri dell’equipaggio che tornarono impiegarono anni per farlo. La successione mensile proseguì quindi con Mansfield, Carter e Kendall, per poi ricominciare da Mansfield.
1616–1619: Capitano Daniel Tucker (Vice Governatore delle Bermuda. Sir Thomas Smith rimase in Inghilterra come Governatore e Tesoriere delle Bermuda)
1619–1622: Nathaniel Butler
1622–1622: Capitano John Bernard
1622–1623: Capitano John Harrison
1623–1626: Capitano Henry Woodhouse
1626–1629: Capitano Philip Bell
1629–1637: Capitano Roger Wood
1637–1641: Capitano Thomas Chaddock
1641–1642: Capitano William Sayle
1642–1643: Capitano Josias Forster
1643–1644: Capitano William Sayle
1644–1645: Il Triumvirato: Capitano William Sayle, S. Paynter, W. Wilkinson
1645: Capitano Josias Forster
1645–1647: Il Triumvirato
1647–1649: Capitano Thomas Turner
1649–1650: John Trimingham (eletto dal popolo)
1650: J. Jennings
1650–1659: Capitano Josias Forster
1659–1663: Capitano William Sayle
1663–1668: Capitano Florentius Seymour
1668–1669: Samuel Whalley
1669–1681: Sir John Heydon
1681–1682: Capitano Florentius Seymour
1682–1683: Henry Durham (Governatore ad interim)
1683–1687: Colonnello Richard Coney (ultimo nominato dalla Compagnia. Riconfermato dalla Corona nel 1684)
1687–1690: Sir Richard Robinson
1691–1693: Isaac Richier
1693–1698: Capitano John Goddard
1698–1700: Samuel Day
1701–1713: Capitano Benjamin Bennett
1713–1718: Henry Pulleine
1718–1722: Capitano Benjamin Bennett
1722–1727: Sir John Hope
1727–1728: John Trimingham
1728–1737: Capitano John Pitt
1737–1738: Andrew Auchinleck
1738–1744: Alured Popple
1744–1747: Francis Jones
1747–1751: William Popple
1751–1755: Francis Jones
1755–1763: William Popple
1763–1764: Francis Jones
1764–1780: George James Bruere
1780: Thomas Jones
1780–1781: George Bruere il giovane
1782–1788: William Browne
1788–1794: Henry Hamilton (Luogotenente Governatore)
1794–1796: James Crawford
1796: Henry Tucker
1796: Tenente Colonnello William Campbell (arrivato il 22 novembre 1796, ma morto pochi giorni dopo)
1796–1798: Henry Tucker
1798–1803: Colonnello (poi Generale) George Beckwith
1803–1805: Henry Tucker
1805–1806: Maggiore Francis Gore (Luogotenente Governatore)
1806: Henry Tucker
1806–1810: Brigadiere John Studholme Hodgson
1810–1811: Samuel Trott
1811–1812: Sir James Cockburn
1812: William Smith
1812–1816: Brigadier Generale (promosso Maggiore Generale il 4 giugno 1813) George Horsford (Luogotenente Governatore)
1814–1816: Sir James Cockburn
1816–1817: William Smith
1817–1819: Sir James Cockburn
1819: William Smith
1819–1822: Tenente Generale Sir William Lumley, 22º Dragoons
1822–1823: William Smith
1823–1825: Tenente Generale Sir William Lumley, 22º Dragoons
1825–1826: William Smith
1826–1829: Tenente Generale Sir Tomkyns Hilgrove Turner, Third Regiment of Foot Guards e colonnello del 19º (o 1º Yorkshire North Riding) Regiment of Foot
1829: Robert Kennedy (Governatore ad interim)
1829–1830: Tenente Generale Sir Tomkyns Hilgrove Turner
1830: Robert Kennedy (Governatore ad interim)
1830–1832: Generale Sir Tomkyns Hilgrove Turner
1832–1835: Colonnello Sir Stephen Remnant Chapman, Royal Engineers
1835: Henry G. Hunt (Governatore ad interim)
1835–1836: Robert Kennedy
1836–1839: Colonnello (dal 1837 Maggiore Generale) Sir Stephen Remnant Chapman, Royal Engineers
1839–1846: Tenente Colonnello (poi Maggiore Generale) Sir William Reid, Royal Engineers
1846: Tenente Colonnello William N. Hutchinson (Governatore ad interim)
1846–1852: Capitano (poi Ammiraglio) Sir Charles Elliot, Royal Navy
1852–1853: Tenente Colonnello William Hassell Eden, 56º Regiment of Foot (ex 88º Regiment of Foot, poi comandante a Chatham) (Governatore ad interim)
1853: Tenente Colonnello George Philpots, Royal Engineers (Governatore ad interim)
1853: Maggiore Soulden Oakley, 56º Regiment of Foot (Governatore ad interim)
1853: Tenente Colonnello Thomas C. Robe, Royal Artillery (Governatore ad interim)
1853: Maggiore Soulden Oakley, 56º Regiment of Foot (Governatore ad interim)
1853–1854: Capitano (poi Ammiraglio) Sir Charles Elliot, Royal Navy
1854: Tenente Colonnello Montgomery Williams, Royal Engineers (Governatore ad interim)
1854–1859: Colonnello Freeman Murray, ex 72º Regiment of Foot
1859: Colonnello Andrew T. Hemphill, 26º (Cameronian) Regiment of Foot (Governatore ad interim)
1859–1860: Colonnello William Munro, 39º Regiment of Foot
1860–1861: Colonnello Freeman Murray, ex 72º Regiment of Foot
1861–1864: Colonnello Harry St. George Ord, Royal Engineers
1864: Colonnello William Munro, 39º Regiment of Foot (Governatore ad interim)
1864–1865: Tenente Colonnello William George Hamley, Royal Engineers (Luogotenente Governatore)
1865–1866: Colonnello Harry St. George Ord, Royal Engineers (ultimo Governatore anche Vice Ammiraglio delle Bermuda)
1866–1867: Tenente Colonnello William George Hamley, Royal Engineers (Luogotenente Governatore)
1867: Colonnello Arnold Thompson, Royal Artillery (Governatore ad interim)
1867–1870: Colonnello Sir Frederick Edward Chapman, Royal Engineers
1870: Colonnello William Freeland Brett, 61º (South Gloucestershire) Regiment of Foot (Luogotenente Governatore)
1871–1877: Maggiore Generale Sir John Henry Lefroy, Royal Artillery
1877: Colonnello William Laurie Morrison, Comandante Royal Engineer nelle Bermuda (Governatore ad interim)
1877–1882: Brigadiere Sir Robert Michael Laffan, Royal Engineers (promosso Maggiore Generale 2 ottobre 1877, retrodatato all’8 febbraio 1870; poi Tenente Generale)
1882–1888: Tenente Generale Sir Thomas Lionel John Gallwey, Royal Engineers
1888–1891: Tenente Generale Sir Edward Newdegate, Rifle Brigade
1892–1896: Tenente Generale Thomas Lyons, 16º (Bedfordshire) Regiment of Foot
1896–1901: Tenente Generale Sir George Digby Barker, 78º (Highlanders) Regiment of Foot (o The Ross-shire Buffs)
1898: Bermuda Garrison Deputy Assistant Adjutant General Tenente Colonnello William Andrew Yule, Royal Scots Fusiliers (in carica durante l’assenza del Tenente Generale Sir George Digby Barker)
1902–1904: Tenente Generale Sir Henry LeGuay Geary, Royal Artillery
1904–1907: Tenente Generale Sir Robert MacGregor Stewart, Royal Artillery
1905: Colonnello Arthur Noel Roberts, Comandante Army Service Corps (temporaneamente dal 10 luglio 1905, durante la licenza di Sir Robert MacGregor Stewart)
1907–1908: Tenente Generale Sir Josceline Wodehouse, Royal Artillery
1908–1912: Tenente Generale Sir Frederick Walter Kitchener, West Yorkshire Regiment
1912–1917: Tenente Generale Sir George M. Bullock, Devonshire Regiment
1914: Tenente Colonnello George Bunbury McAndrew, 2º Battaglione, Lincolnshire Regiment (Governatore ad interim)
1917–1922: Generale Sir James Willcocks, 100º (Prince of Wales's Royal Canadian) Regiment of Foot
1919: Tenente Colonnello HB DesVouex, CMG, Royal Engineers (ad interim; Comandante Royal Engineer Bermuda)
1922–1927: Tenente Generale Sir Joseph John Asser, Dorsetshire Regiment
1927–1931: Tenente Generale Sir Louis Jean Bols, Devonshire Regiment
1931–1936: Tenente Generale Sir Thomas Astley Cubitt, Royal Artillery
1936–1939: Generale Sir Reginald John Thoroton Hildyard, Queen's Own (Royal West Kent Regiment)
1939–1941: Tenente Generale Sir Denis John Charles Kirwan Bernard, Rifle Brigade
1941–1943: The Rt. Hon. Viscount Knollys
1943: E. Roderic Williams (ad interim)
1943–1945: Colonnello Onorario Lord David Burghley, Northamptonshire Regiment (Esercito Territoriale) (Maggiore effettivo, Riserva Ufficiali)
1945 – maggio 1946: William Addis (ad interim)
maggio 1946 – 1949: Ammiraglio Sir Ralph Leatham, Royal Navy
1949: Segretario Coloniale William Addis (Governatore ad interim)
1949–1955: Tenente Generale Sir Alexander Hood, Royal Army Medical Corps
1955–1959: Tenente Generale Sir John Woodall, Royal Artillery
1959–1964: Maggiore Generale Sir Julian Gascoigne, Grenadier Guards
1964–1972: The Rt. Hon. Lord Martonmere
1972–1973: Sir Richard Sharples (assassinato)
1973: IAC Kinnear (ad interim)
1973 – 7 aprile 1977: Sir Edwin Leather
7 aprile – 6 settembre 1977: Peter Lloyd (ad interim – prima volta)
1977 – 30 dicembre 1980: The Hon. Sir Peter Ramsbotham
1 gennaio – febbraio 1981: Peter Lloyd (ad interim – seconda volta)
febbraio 1981 – 15 marzo 1983: Sir Richard Posnett
14 febbraio – luglio 1983: Mark Herdman (ad interim) – in sostituzione temporanea del Governatore Posnett fino al 15 marzo 1983
1983–1988: The Rt. Hon. Viscount Dunrossil
1988–1992: Maggiore Generale Sir Desmond Langley, Life Guards
25 agosto 1992 – 4 giugno 1997: The Rt. Hon. Lord Waddington
4 giugno 1997 – 27 novembre 2001: Thorold Masefield
27 novembre 2001 – 11 aprile 2002: Tim Gurney (ad interim)
| Nominativo                     | Durata della carica                        |
| ------------------------------ | ------------------------------------------ |
| John Michael Medlicott Vereker | 11 aprile 2002 - 12 ottobre 2007           |
| Mark Andrew Capes              | 12 ottobre - 12 dicembre 2007 (ad interim) |
| Richard Hugh Turton Gozney     | 12 dicembre 2007 - 18 maggio 2012          |
| David Arkley                   | 18 - 23 maggio 2012 (ad interim)           |
| George Fergusson               | 23 maggio 2012 - 2 agosto 2016             |
| Ginny Ferson                   | 2 agosto - 5 dicembre 2016 (ad interim)    |
| John Rankin                    | 5 dicembre 2016 - 14 dicembre 2020         |
| Rena Lalgie                    | 14 dicembre 2020 - in carica               |